# گرسیوز (پسر پشنگ)
گرسیوز (گَرسیوَز وَگیرَگان) در شاهنامه فردوسی فرمانده سپاه توران است. او پسر پشنگ و برادر کوچک افراسیاب است. افراسیاب دو برادر داشت یکی اَغریرَث و دیگری گرسیوز. در شاهنامه اغریرث صفات مثبت و گرسیوز صفات منفی دارد. گرسیوز در حماسهٔ بانوگشسب‌نامه نیز نقش دارد.

## نام اوستایی گرسیوز
این نام در اوستا کَرِسیوَزدَ آمده است و به معنای کم استقامت می‌باشد (کَرسیه= لاغر و اندک، وَزدَه=نیرو و پایداری). نام خانوادگی وگیرگان برای او در کتاب دینکرد آمده. نام وگیرگان منسوب به کوهی به نام وگیر است که مقر افراسیاب بوده‌است.
در آغاز کتاب هفتم دینکرد درباره او آمده: «آمد به کی‌خسرو سیاوخشان که با آن افراسیاب تور جادو و خویشاوند نابکار او گرسیوز وگیرگان و بسیاری دیگر می‌رانندگان بدتر جهان را شکست داد و زد.»

## گرسیوز در شاهنامه
او به افراسیاب نزدیک است و افراسیاب با او رایزنی و رازگویی می‌کند. معاشرت نزدیک سیاوش، شاهزادهٔ ایرانی با افراسیاب تورانی، رشک گرسیوز را برمی‌انگیزد و او سرانجام موجب کشته شدن سیاوش می‌شود. کیخسرو شاه ایران او را به کین سیاوش بکشت.
در شاهنامه گرسیوز در آغاز تصویر مثبت دارد ولی در ادامه داستان از او با عناوین «گرسیوز دام‌ساز»، «گرسیوز فریبکار» و «حیله‌ساز» یاد می‌شود. صفت‌های دیگر او در شاهنامه عبارت‌اند از تیغ‌زن و شیرگیر و در بانوگشسب‌نامه از او با صفات تیزچنگ و بدفعل یاد شده.
در جنگ میان افراسیاب و کیکاووس، افراسیاب در مرحله‌ای برای اعلام آشتی با سیاوش، گرسیوز را با اسبان و هدایای گران‌بها به همراه دویست تن از نخبگان لشکری به جبههٔ جنگ نزد سیاوش فرستاد تا او را ترغیب به صلح، همچنین پناهنده به توران گردد. سیاوش پس از یک هفته رایزنی با رستم پیشنهادها را پذیرفت.
از کارهای مهم گرسیوز دستگیری بیژن به فرمان افراسیاب در تراژدی بیژن و منیژه است.
| به گرسیوز آنگاه گفتش به درد |  | پر از خون دل و دیده پر آب زرد |
| زمانه چرا بندد این بند من   |  | غم شهر ایران و فرزند من       |
| برو با سواران هشیار سر      |  | نگه‌دار مر کاخ را بام و در     |
| نگر تا که بینی به کاخ اندرا |  | ببند و کشانش بیار ایدرا       |
| چو گرسیوز آمد به نزدیک در   |  | از ایوان خروش آمد و نوش و خور |